# Woodville (comté de Calumet, Wisconsin)
Pour les articles homonymes, voir Woodville.
Woodville est une ville du comté de Calumet, dans le Wisconsin.

## Géographie
D'après le bureau du recensement des États-Unis, sa superficie est de 85,2 km2.

### Démographie
Au recensement de 2000, la population était de 993 habitants, avec  333ménages et  270 familles résidentes. La densité était de 4 hab/km2.
La répartition ethnique était de 98,99 % d'Euro-Américains et 0,1 % d'asio-américains. Le revenu moyen par habitant était de 23 411 dollars avec 4,5 % sous le seuil de pauvreté.

## Source
- (en) Cet article est partiellement ou en totalité issu de l’article de Wikipédia en anglais intitulé « Woodville, Calumet County, Wisconsin » (voir la liste des auteurs).